# NGC 5855
NGC 5855 ist eine 14,2 mag helle kompakte Galaxie vom Hubble-Typ C im Sternbild Jungfrau. 
Sie wurde am 30. März 1887 von Lewis A. Swift entdeckt.